# ويليام لوغان
ويليام لوغان (بالإنجليزية: William Logan)‏ هو قاضي ومحامي وسياسي أمريكي، ولد في 8 ديسمبر 1776 في هارودسبورغ في الولايات المتحدة، وتوفي في 8 أغسطس 1822 في مقاطعة شيلبي في الولايات المتحدة. حزبياً، نشط في الحزب الجمهوري الديمقراطي. وقد انتخب عضو مجلس الشيوخ الأمريكي (4 مارس 1819 – 28 مايو 1820).